# Піхва жінки
Вагі́на (лат. vagina, грец. κόλπος) або піхва — жіночий внутрішній репродуктвний орган, що бере участь у статевому акті, при пологах є частиною пологового каналу, виводить захисні та змащувальні виділення. Являє собою м'язову еластичну трубку 8–12 см завдовжки, діаметром 2–3 см (у дорослих жінок), яка верхнім кінцем охоплює шийку матки, а нижнім відкривається у вульву.

## Етимологія
Термін «піхва» є калькою[джерело?] з лат. vagina, яке мало два значення: «піхви», «футляр для меча» (первісне) і «жіночий статевий орган» (пізніше). Слово «піхва» («піхви» — в однині) стало українським науково-медичним терміном. Так само утворений і аналогічний термін у російській та болгарській мовах — «влагалище» (від староцерк.-слов. влагалище — «піхви», «місткість», «вмістище»), і словен. nóžnica (за тим же зразком). Схоже з українською звучать назви цього органа у білоруській (похва) і західнослов'янських мовах (пол. pochwa, чеськ. pochva, словац. pošva). Щодо походження цих слів існують різні версії. Згідно з однією з гіпотез, походять від прасл. *pošъva («оболонка», «обшивка»), зв'язаним з дієсловом «пошивати», яке змінилось під впливом «поховати». Пор. також «пішва» («особливий шов для зшивання двох шматків тканини») і «пошивка» («наволочка»). Можливо, що звідси також походять слова «пахва» і «пахвина».

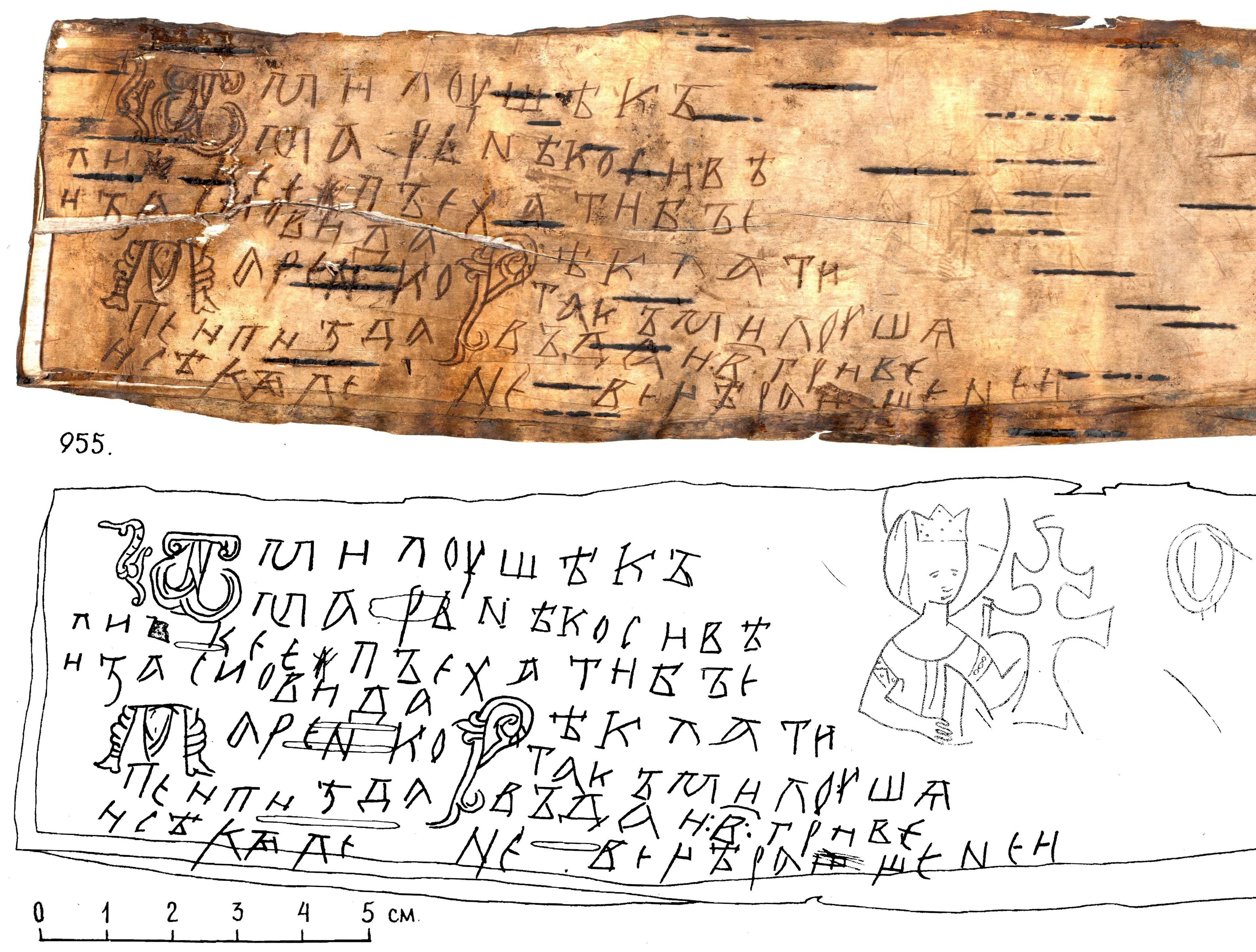
Слово «пизда» на новгородській берестяній грамоті

Питомо українська назва вагіни — «пизда» — у сучасній мові вважається непристойною. Здавна воно означало не тільки вагіну, але й вульву. Це слово відоме всім слов'янським мовам: біл. пізда, рос. пизда, пол., чеськ. і словац. pizda, хорв. pízda, серб. пи́зда/pízda (пристойний відповідник для вульви — стидница/stidnica), словен. pizda. Також запозичене у румунську мову (pizda/pizdă). Загальнослов'янське «пизда» споріднене з латис. pīzda (також peža, пристойний відповідник — maksts), лит. pyzda (значення аналогічні слов'янським), прусськ. peisda («сідниці»). Уживане зараз щодо жіночих статевих органів, колись це слово мало інше значення — «сідниці», «гузка» (пор. англійське сленгове fanny у британському варіанті означає «вульва», «вагіна», а в американському — «сідниці»). Згідно з етимологією, запропонованою американським лінгвістом Еріком П. Гемпом у 1968 році, прасл. *pizda походить через пра-балт.-сл. *pīˀsdāˀ від пра-і.є. *písdeh₂ (утворене з коренів *h₁epi  — «на», «чим» і *sed- — «сидіти»). Буквально: «на чому сидять», «чим сидять».
Окрім слова «піхва», в українській широко уживається і слово «вагіна», запозичене з латини. Хоча воно буквально значить «піхва», ним часто неправильно називають також і вульву — зовнішні жіночі геніталії. Незважаючи на те, що це слово — латинське за походженням, самі давні римляни уживали його тільки у значенні «футляр для меча», «піхви», у той час як для позначення жіночих статевих органів (як вагіни, так і вульви) у них існували інші слова. Це могли бути як евфемізми: sinus (буквально — «пазуха») і fossa («яма»), так і їхнє пряме позначення — cunnus, яке, припускають, було питомою латинською назвою вульви і вагіни (слово cunnus — чоловічого роду, відома також форма жіночого роду — cunna). Щодо походження цього слова висувалося кілька версій. Воно вважалось вельми непристойним, уживалося у непристойних написах (графіті) і «пріапеях» (соромітних віршиках). Похідними від нього є непристойні назви жіночого статевого органа у багатьох романських мовах: фр. con, кат. cony, ісп. coño, гал. cona, порт. cona, сард. cunnu, староіт. cunna (у калабрійських говірках слова cunnu and cunna означають «дурень» і «дурна» відповідно; у східнороманських мовах латинське слово не збереглося, будучи витісненим слов'янським pizda/pizdă). Від цього слова походить і термін «кунілінгус».

## Опис

### Розташування

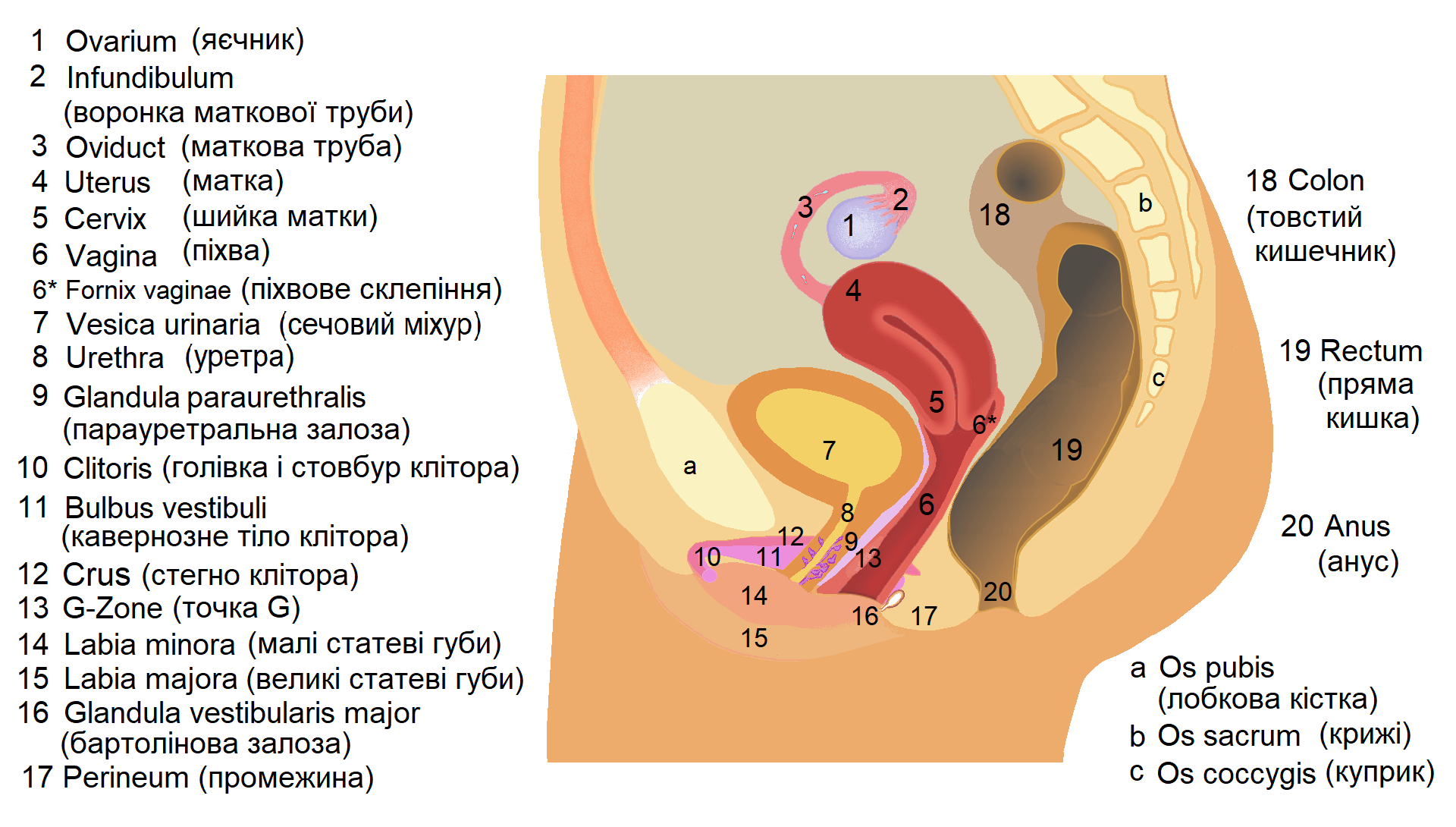
Розташування вагіни і навколишніх органів у черевній порожнині

Вагіна являє собою трубку, яка лежить у середині малого тазу, у стоячому стані розташована дотично до вертикальної лінії, прямуючи від низу і переду догори і дозаду. Трубка майже пряма, з невеличким вигином дозаду, проходить через сечостатеву діафрагму. Вагінальний отвір (introitus vaginae) виходить у вагінальноме переддвер'я — частину вульви. Нагорі вагіна обмежена вагінальною частиною матки (portio vaginalis uteri), яка видається у її прозір так, що навколо утворюється кільцеподібна заглибина — вагінальне склепіння (fornix vaginae), у якому виділяють чотири відділи: передній, задній і два бокових. Задній відділ значно глибший за передній. Попереду вагінальний канал межує з сечівником, від якого відділений уретрально-вагінальною перегородкою (septum urethro-vaginale), а вище — зі сечовим міхуром, відділеним міхурово-вагінальною перегородкою (septum vesico-vaginale). Позаду вагіни лежить пряма кишка, унизу відділена від неї товщею тканин тазового дна, вище підходить ближче до її задньої стінки, а нагорі знову відходить від неї. Їх розділяє прямокишково-вагінальна перегородка (septum recto-vaginale), утворена вісцеральною тазовою фасцією. Вище між вагіною і прямою кишкою розташована прямокишково-маткова заглибина очеревини, дно якої знаходиться, у середньому, на межі верхньої чверті задньої вагінальної стінки і трьома нижніми чвертями. З боків вагіна відділена від кісткових стінок малого таза частково м'язами, частково сполучною тканиною, у якій розташовані судини з нервами.
Будучи порожнистим органом, майже безпосередньо сполученим зі зовнішнім середовищем, за звичайних умов, проте, вагіна не містить повітря: передня її стінка впритул прилягає до задньої так, що на поперечному розрізі просвіт вагіни має вигляд літери H. Оскільки вагіна верхньою частиною задньої стінки межує з порожниною очеревини, вона знаходиться під дією внутрішньочеревного тиску, який у звичайних станах (стоячому, сидячому, лежачому) — додатний. В колінно-ліктьовій позиції внутрішньочеревний тиск стає від'ємним, і розкриття вагінального отвору допускає повітря, розтягши її порожнину. Цим прийомом користувалися старі гінекологи під час проведення деяких операцій, наприклад, з зашивання вагінальних свищів. За деяких патологічних умов (нещільно замкнена статева щілина і пониження внутрішньочеревного тиску) зовнішнє повітря може входити до вагіни. При різкій зміні стану і при підвищенні тиску повітря виходить з неї з шумом, який нагадує вихід газів з кишечника. Ця патологія відома як flatus vaginalis або garrulitas vulvae, її лікування оперативне.

### Розміри
Розміри вагіни дорослої жінки визначити важко: вона здатна сильно розтягуватися. Зазвичай довжина її передньої стінки 7-8 см, задньої 9-10 см. Ширина ще непостійніша: вагінальна трубка вужча в нижньому кінці, у середині розширюється, а на верхньому кінці знову трішки звужується. У збудженому стані довжина вагіни зростає до 13-19 см, у більшості жінок 15-16 см, що приблизно відповідає довжині збудженого пеніса.
Унаслідок пологів, особливо стрімких, народження великих плодів, довжина вагіни може збільшитися на 1-2 см у спокійному стані. У стані збудження — без помітних змін.
У 1996 році група дослідників на чолі з Пендерграссом (Pendergrass) провела вивчення форми й розміру вагіни за допомогою вінілполісилоксанових виліпків, взятих у 39 жінок європеоїдної раси. Вони отримали такі результати:
- довжина (виміряна за допомогою стрижневих зондів) — від 6,9 до 15 см;
- ширина — від 4,8 до 6,3 см;
- ширина вагінального отвору — від 2,4 до 6,5 см.

Друге дослідження, проведене групою, показало значні розбіжності в розмірах і формі вагіни в жінок різних етнічних груп.
Обидва дослідження продемонстрували широке розмаїття форм.
З іншого боку, дослідницька група Барнгарта (Barnhart) не виявила жодної кореляції між расовою приналежністю і розміром вагіни, а також відмовилась від характеристики форм на зразок «сердечко», «слимак», «гарбузне насіннячко», як це зробила група Пендерграсса.
У 2003 році Пендерграсс з групою виміряв поверхню вагіни, також використовуючи метод виліпків. Результати коливались від 66 до 107 см², зі середнім значенням 87 см², і стандартним відхиленням 7,8 см².
Опубліковане в 2006 році дослідження групи Барнгарта показало такі середні параметри вагіни, засновані на даних МРТ 28 жінок:
- Середня довжина від шийки матки до вагінального отвору — 6,3 см;
- Середня ширина
  - У проксимальній частині — 3,3 см;
  - У ділянці діафрагми таза — 2,7 см;
  - Біля зовнішнього отвору — 2,6 см.

### Вагінальна стінка
Стінка вагіни складається з трьох оболонок:
- Внутрішньої слизової оболонки (tunica mucosa);
- Середньої м'язової оболонки (tunica muscularis);
- Зовнішньої сполучнотканинної оболонки (tunica adventitia).

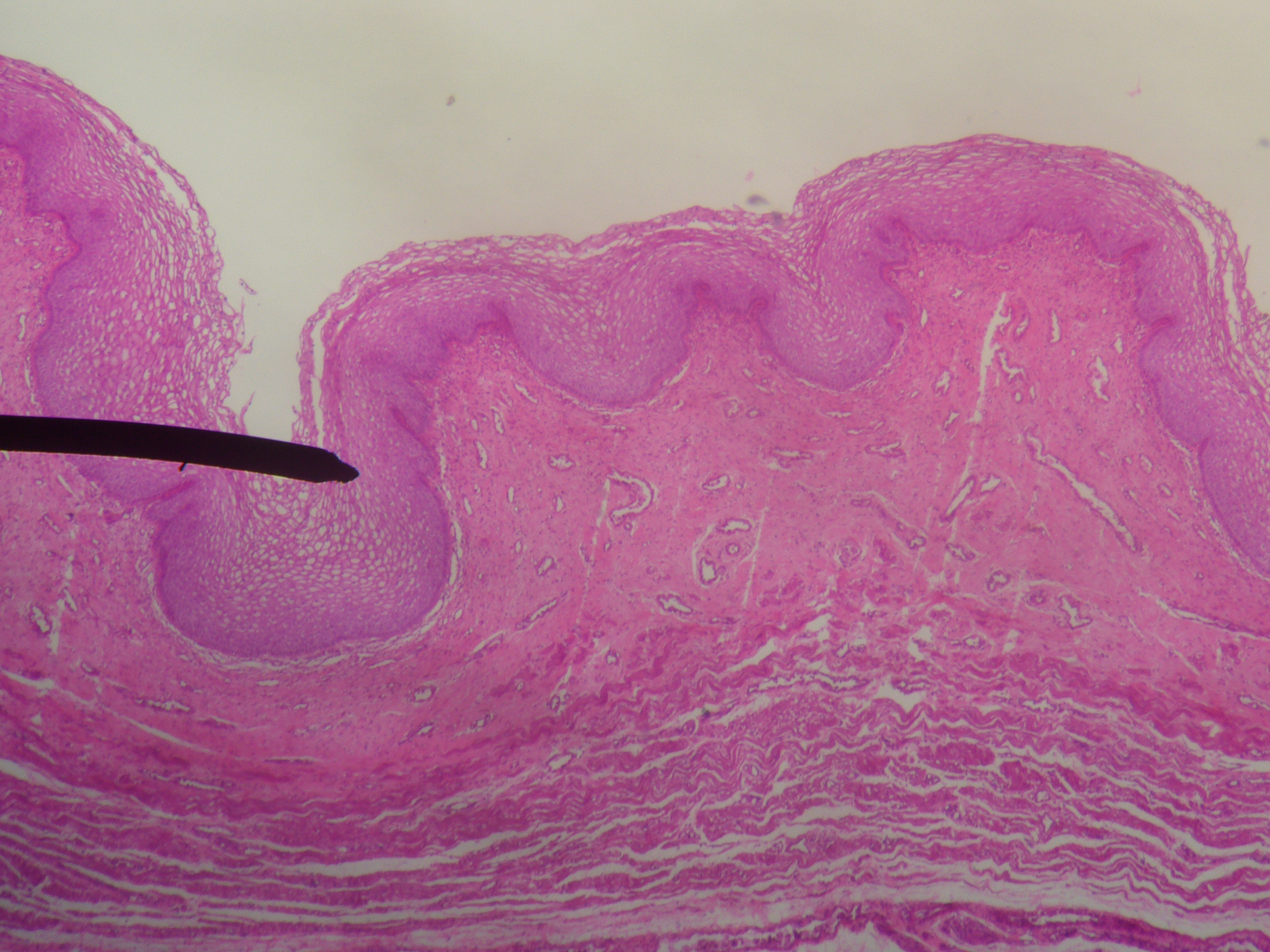
Слизова оболонка вагіни під мікроскопом

Зсередини вагіна вислана слизовою оболонкою, покритою багатошаровим пласким епітелієм, клітини якого містять глікоген[уточнити]. З нього утворюється молочна кислота, яка визначає оптимальні умови існування лактобактерій, так званих вагінальних паличок або паличок Додерляйна (на честь німецького гінеколога А. Дедерлейна). Кисле середовище вмісту вагіни і наявність паличок перешкоджають розвиткові патогенних мікробів. Підепітеліальний шар складається з переплетених між собою сполучнотканинних волокон зі значною домішкою еластичної тканини; на поверхні він утворює ясно виражені сосочки. Залоз у слизовій, як правило, нема, але зустрічаються лімфатичні фолікули. Поверхня слизової оболонки нерівна: вона утворює поперечні складки або зморшки (rugae vaginales), особливо виражені у нижніх відділах, на передній і задній стінках, де вони утворюють цілі комплекси або стовпчики (columnae rugarum anterior et posterior). Columna anterior під самим сечівником утворює кілеподібний виступ — carina urethralis.

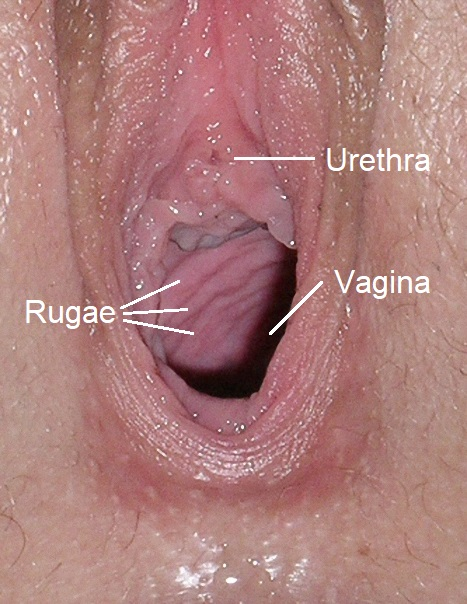
Відкритий вагінальний отвір. Видно слизову зі складками

Ззовні від слизової лежить м'язова оболонка (tunica muscularis), у якій переважають подовжні гладкі м'язові пучки, що наверху переходять у мускулатуру шийки матки. Втім, зустрічаються циркулярні пучки, що дає підставу розрізнювати у м'язовій оболонці два шари: внутрішній циркулярний і зовнішній подовжній. У нижній частині вагінальної трубки, де вона проходить через статевий розтвір у тазовому дні (hiatus genitalis), до гладких м'язів приєднуються поперечносмугасті з різноманітних м'язових шарів тазового дна.
Найбільш зовнішня оболонка стінок вагіни — сполучнотканинна (tunica adventitia). Вона складається з сполучної тканини, місцями щільної, а місцями, особливо у верхній частині вагінальної трубки, позаду і по боках — пухкої (паравагінальної клітковини).
Загальна товщина вагінальних стінок у різних відділах неоднакова, зазвичай три міліметри. У товщі бокових відділів вагінальних стінок, особливо в області бокового склепіння, можна іноді виявити рештки вольфових каналів (див. Розвиток) у вигляді невеличких порожнин різноманітної форми, висланих одношаровим або багатошаровим епітелієм. Ці порожнини іноді стають вихідними пунктами розвитку вагінальних кіст.

### Кровопостачання
Артеріальною кров'ю вагіна забезпечується: у верхній своїй частині — з шийково-піхвової гілки маткової артерії (ramus cervico-vaginalis arteriae uterinae), у середній — з гілок нижньої міхурової артерії (arteria vesicalis inferior), нижня частина отримує кров з середньої гемороїдальної (arteria haemorrhoidalis media) і внутрішньої соромітної (arteria pudenda interna) артерій. Вагінальні стінки дуже багаті на венозні судини, які утворюють там цілі сплетіння. Лімфатичні шляхи з нижньої третини вагіни йдуть разом з лімфатичними шляхами зовнішніх статевих органів до пахових залоз. З верхніх двох третин вони йдуть разом з лімфатичними шляхами маткової шийки і нижньої частини тіла матки, які розташовані у нижніх частинах маткових зв'язок, і вливаються у залози, що лежать біля бокової стінки таза (підчеревні, здухвинні, бокові крижеві).

### Іннервація
Нерви вагіни, подібно нервам матки і найближчих до неї відтинків маткових труб, виходять з цервікального нервового сплетіння Франкенгейзера, при чому серед них є як симпатичні, так і спінальні. У товщі вагінальної стінки між подовжнім і циркулярним м'язовими шарами знаходиться нервове сплетіння з мієлінізованих і безмієлінових нервових волокон; безм'якушеві волокна, відходячи від цього сплетіння, проникають у товщу м'язових шарів і утворюють, у свою чергу, густі сплетіння на поверхні м'язових пучків. Звідси також відходять гілки, що забезпечують кінцевими руховими апаратами м'язові клітини. У слизовій оболонці знаходяться кінцеві нервові тільця (колби Краузе) різноманітних типів.

### Мікрофлора

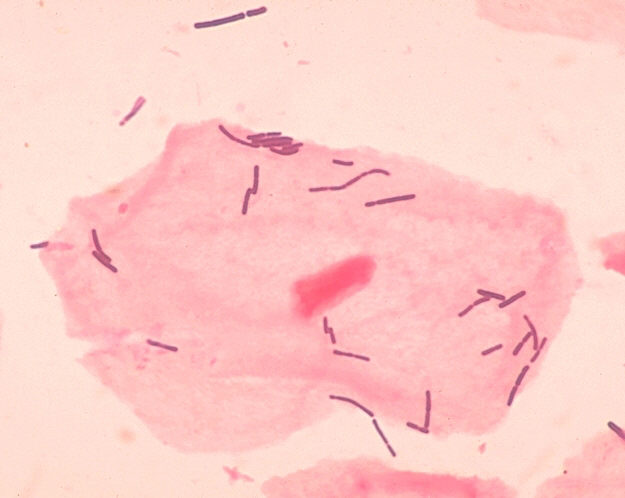
Лактобактерії навколо клітин епітелію вагіни

Анатомічні особливості і фізіологічні функції вагіни створюють особливі умови для існування мікроорганізмів. Слизова оболонка багата на глікоген, який слугує живильною речовиною для бактерій. Протягом менструального циклу склад мікрофлори змінюється. Він також залежить від віку, оскільки пов'язаний з гормональною активністю. Кліматичні умови, інтимна гігієна, расова належність, наявність хронічних захворювань, стан імунної системи та багато інших чинників також впливають. Всі мікроорганізми, які живуть у вагіні, можна поділити на три групи:
- Облігатні мікроорганізми — найпоширеніші, які постійно присутні у вагіні;
- Факультативні мікроорганізми — які можуть зустрічатися тільки у частини жінок;
- Транзиторні мікроорганізми — випадково туди занесені.

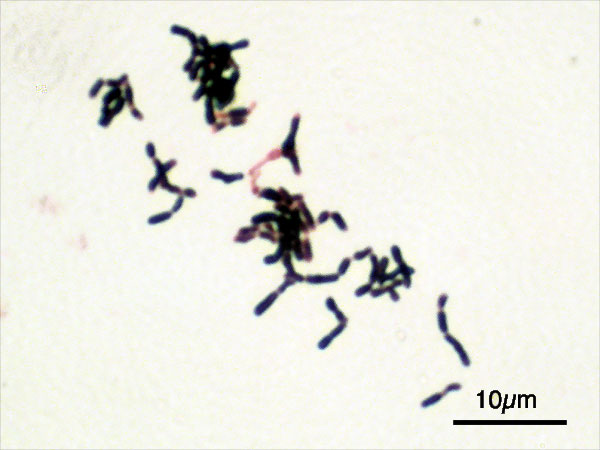
Біфідобактерії

Основними мешканцями вагіни є лактобактерії або палички Дедерляйна, які належать до облігатної мікрофлори. Їх налічують багато видів, причому кілька з них можуть бути представлені у мікрофлорі одночасно. Лактобактерії активно заселяють і закислюють вагіну, перешкоджаючи росту і розмноженню інших бактерій. Деякі види лактобактерій здатні синтезувати перекис водню, який слугує ще одною перешкодою для патогенної мікрофлори. Іншою відзнакою лактобактерій є їхня здатність міцно триматися за слизову оболонку. Вони покривають вагінальні стінки суцільним шаром і не дають прикріпитися іншим мікробам.
Рідше зустрічаються біфідобактерії. Вони синтезують деякі амінокислоти і вітаміни, і також пригнічують розмноження кишкових паличок, стафілококів і клебсієл.
Окрім лакто- і біфідобактерій, вагінальна мікрофлора представлена пептострептококами, бактероїдами, стафілококами, стрептококами, гарднерелями, грибками роду Candida тощо. Порушення нормальної флори називається вагінальним дисбактеріозом.

## Статева гомологія

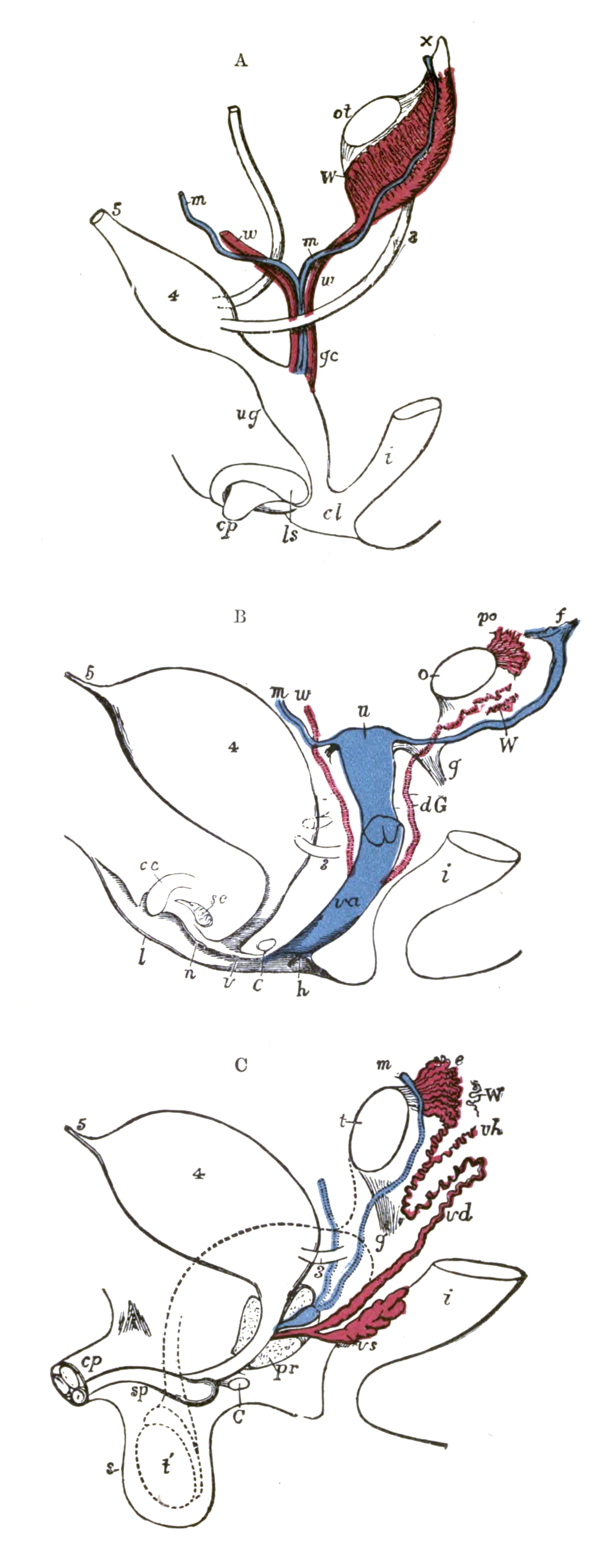
1: утворення вольфових (червоний) і мюллерових (синій) проток. 2, 3: утворення вагіни і матки з мюллерових проток

Жіночі та чоловічі репродуктивні органи розвиваються з тих же зародкових структур (статевого горбка з навколишніми тканинами), отже, є гомологічними.
Внутрішні жіночі геніталії розвиваються переважно з мюллерових каналів (тоді як чоловічі з вольфових). Гомолог вагіни в чоловічому організмі — чоловіча маточка у кишені передміхурової залози.
| Жіночі геніталії                             | Чоловічі геніталії                                 |
| -------------------------------------------- | -------------------------------------------------- |
| Клітор                                       | Пеніс                                              |
| Голівка клітора                              | Голівка пеніса                                     |
| Каптур клітора                               | Крайня плоть пеніса                                |
| Вуздечка кліторального каптура               | Вуздечка крайньої плоті пеніса                     |
| Печеристе тіло і ніжки клітора               | Печеристі тіла пеніса                              |
| Кліторальні (вестибулярні) цибулини/присінку | Непарне губчасте тіло пеніса (цибулина пеніса)     |
| Підвісна зв'язка клітора                     | Підвісна зв'язка пеніса                            |
| Уретра                                       | Уретра                                             |
| Парауретральні (малі вестибулярні) залози    | Простата (передміхурова залоза)                    |
| Бартолінові (великі вестибулярні) залози     | Куперові (бульбоуретральні) залози в основі пеніса |
| Малі статеві губи                            | Губчаста частина сечівника[уточнити]               |
| Великі статеві губи                          | Мошонка, покривна шкіра пеніса                     |
| Вагіна                                       | Чоловіча маточка                                   |
| Фаллопієві труби                             | Привіски придатка яєчка                            |
| Придатки яєчника                             | Сім'явипорскувальна протока                        |

## Розвиток

### Внутрішньоутробний розвиток
Жіночі і чоловічі репродуктивні органи, хоча і різняться за будовою, мають спільні зачатки. На початковій стадії розвитку існують спільні клітини, з яких і утворюються статеві залози, зв'язані зі сечовими і статевими протоками (протоки мезонефроса). З двох пар проток (вольфових і мюллерових) у період диференціювання статевих залоз розвивається тільки одна пара: у чоловічих ембріонів — вольфові, у жіночих — мюллерові. Вольфові протоки у жіночих ембріонів редукуються на придатки яєчника (epoophoron) та навколояєчникові придатки (paroophoron), а з верхніх частин мюллерових проток на третьому місяці утворюються маткові труби з розширенням на верхніх кінцях; їх захоплюють яєчники, які опускаються в таз. Нижні частини мюллерових проток оточуються мезенхімними клітинами і утворюють непарну трубку, яка на другому місяці розділяється валиком. Верхня частина цієї трубки обростає мезенхімними клітинами, потовщується і утворює матку, а з нижньої частини розвиваються вагіна разом з покривом задньої поверхні гімену. Вважалося, що нижня частина вагіни (переддвер'я) розвивається зі сечостатевого синусу (sinus urogenitalis).

### У дитячому віці
Вагіна новонародженої розташована паралельно вертикальній осі, її довжина 25-35 мм, склепіння злегка виражені, зокрема, заднє. Вагіна стерильна, незабаром виявляють палички Дедерлейна, на кінець першого тижня виявляються коки. Товщина епітеліальної оболонки зменшується з 30-40 шарів до 2-3. У віці 3 років, коли триває процес опускання органів у малий таз, сечовий міхур наближається до її передньої стінки. Вісь вагіни починає встановлюватися під гострим кутом до вертикалі, а довжина майже не збільшується. У препубертатному періоді довжина вагіни сягає 60 мм, складчастість її стінок стає дедалі вираженою. Реакція вагінальної флори зсувається у кислу сторону. У пубертатному періоді вагіна стає схожою на дорослу, її довжина сягає 80-100 мм.

### У репродуктивному віці
Вагіна дорослої жінки має довжину за передньою стінкою 7-8 см, за задньою — 9-10 см. Ширина її залежно від відділу коливається від 2 до 3 см. У збудженому стані розміри збільшуються до 13-19 см (у більшості жінок 15-16 см). Унаслідок пологів, особливо стрімких, народження великого плоду, довжина вагіни може збільшитися всього на 1-2 см у спокійному стані. У стані збудження — без помітних змін. Ширина після пологів теж збільшується ненабагато — всього на 2-3 мм, складки слизової оболонки дещо згладжуються.

### Після менопаузи
З настанням менопаузи рівень естрогенів падає. Це змінює умови життєдіяльності лактобактерій і приводить до змін у вагінальній мікрофлорі. Наслідком цього є сповільнення процесу вагінальної секреції, що веде до зниження еластичності, потоншення стінок і підвищеної сухості вагіни (вульвовагінальної атрофії).

## Секреція і ступені чистоти

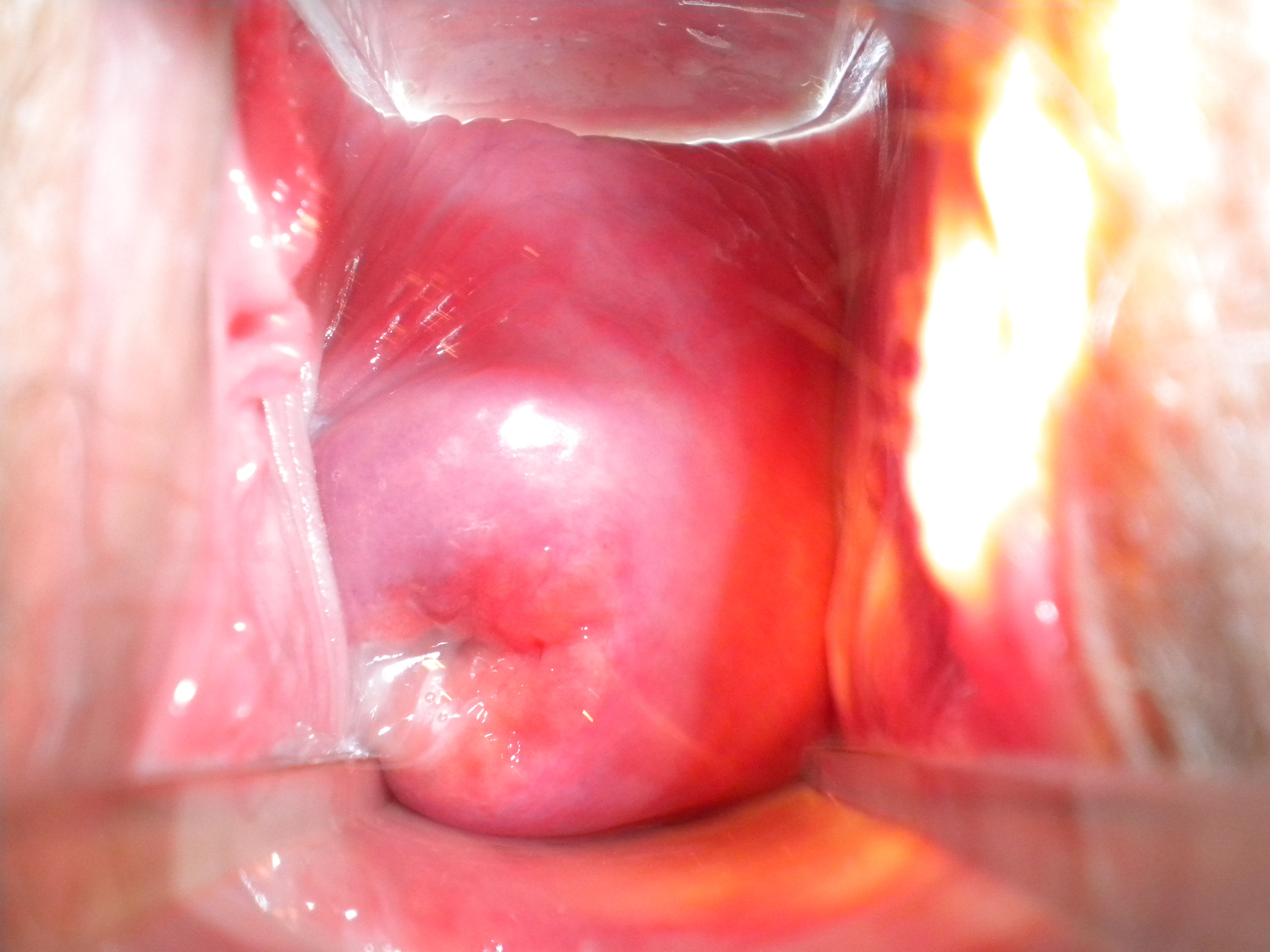
Шийка матки здорової жінки

Хоча слизова оболонка вагіни не має залоз, її порожнина завжди містить певну кількість речовини, яка зволожує вологою. Вагінальний секрет складається з цервікального слизу каналу шийки матки, секрету залоз вагінальної частини матки, вагінального транссудату, лактобактерій і інших мікробів, відмерлих клітин вагінального епітелію з одиничними лейкоцитами. До виділень з вагіни також додається секрет Бартолінових (великих вестибулярних) залоз, які відкриваються в нижню частину вагінального отвору. У той час як виділення маткових залоз має лужну реакцію, реакція вагінального секрету за нормальних умов — різко кисла через молочну кислоту, вироблену з глікогену вагінального епітелію. Втім, суворої відповідності між кількістю глікогену в епітеліальних клітинах і ступенем вмісту молочної кислоти у вагінальному секреті нема.
Вагінальному секрету притаманний специфічний запах, дещо схожий на оселедцевий розсіл. Це зв'язане з наявністю у секреті триметиламіну, який з одного боку, є продуктом життєдіяльності мікробів, з іншого — має бактерицидні властивості щодо патогенної флори. Хімічний склад і кількість секрету значно варіюють залежно від віку, конституції, стану вегетативної нервової системи, явищ оваріально-менструального циклу, вагітності. Виділяють чотири ступені чистоти вагінального секрету.
|           | Зустрічається у | Характеристики флори секрету | Зовнішні ознаки                                            |
| --------- | --- | --- | ---------------------------------------------------------- |
| 1 стіпунь | Здорові дівчата до початку сексуального життя та здорові вагітні, рідше — невагітні здорові жінки (що не народжували чи народжували) | Палички Додерляйна переважають, при невеличкій домішці стафілококів, бацил псевдодефтерії і дріжджових грибків, незначне число клітин епітелію і лейкоцитів. Різко-кисла реакція секрету                         | Невелика кількість молочно-білого секрету (нормальні білі) |
| 2 ступінь | Звичайний для більшості здорових сексуально активних жінок                                                                           | До паличок Додерляйна приєднуються вигнуті палички Менге, невеличка кількість аеробних і анаеробних коків, дещо більший вміст лейкоцитів і епітеліальних клітин                                                  |                                                            |
| 3 ступінь | | Палички Додерляйна відтіснені на задній план, палички Менге присутні ще більше, а головне — у величезній кількості анаеробні стрептококи та інші анаеробні мікроорганізми                                        |                                                            |
| 4 ступінь | У гінекологічних хворих. Іноді у жінок зі здоровою вагіною, але з підірваним загальним живленням і послабленою конституцією          | Палички Додерляйна відсутні, флора складається переважно з анаеробних коків з помірною домішкою анаеробних бацил. Вміст епітеліальних клітин, і особливо лейкоцитів, росте. Реакція секрету нейтральна або лужна | Багато жовтуватого/зеленуватого секрету (гнійні білі)      |

## Репродуктивна функція

Самообстеження цервікального слизу в цервікальному методі планування сім'ї (ненадійний)

Однією з головних функцій вагіни є її участь у процесі запліднення. Зволожуючи та обхоплюючи пеніс під час статевого акту, вагіна стимулює його до еякуляції в порожнину. Сперма скупчується біля заднього відділу вагінального склепіння, перед входом до шийки матки. Звідти сперматозоїди проникають до матки і фаллопієвих труб.
Під час вагітності вагіна готується виводити плід під час пологів, що ставлять підвищені вимоги до її еластичності: голівка плоду має пройти через канал, нормальна ширина якого 2-3 см. Щоб виконати це завдання, структура вагінальних стінок перебудовується: вагінальні тканини розпушуються, м'язові волокна збільшуються, а сполучні розростаються. На момент пологів пологовий канал (шийка матки, вагіна і її присінок) добре змащений секретами, вагінальні стінки стають еластичнішими і здатними до розтягнення. Пологи за нормального перебігу не справляють помітного впливу на вагіну.
Після пологів вагіна широко розкрита, її стінки набрякають і стають синьо-багряними через тріщини і садна. Якщо пологи пройшли без ускладнень, вагіна повертається до нормального стану і функцій через 2 тижні. Пошкодження загоюються, набряк спадає, стінки рожевішають. У перші 8 тижнів після пологів присутні специфічні виділення з неї — лохії. Це післяпологовий слиз, який являє собою відмерлі тканини маткової оболонки з домішкою крові. У перший тиждень лохії схожі на менструальні виділення — рясні та зі згустками крові. Надалі їхня інтенсивність зменшується, вони набувають жовтаво-білого кольору, а потім зникають. У разі тривання лохій понад 8 тижнів після пологів варто звернутися до лікаря. Пологи можуть спричинити порушення вагінальної мікрофлори (дисбактеріоз), збільшення кількості патогенних мікроорганізмів, наслідком якого може бути запалення слизової оболонки вагіни (кольпіт).
Усупереч поширеним міфам, розміри вагіни до і після вагітності різняться вельми незначно: на 2-3 мм у довжину. Відчуття зменшення щільності при введенні пеніса пов'язане з тим, що після пологів рельєфність її стінок дещо згладжується.

## Сексуальне життя
Порівняно з вульвою, а надто зі структурами клітора, вагіна відносно бідна на нервові закінчення: їх багато тільки при вході та у першій третині. Дві верхні третини відносно малочутливі до дотику та болю, щоб зменшити болісність пологів. Іннервація вагіни різниться у різних жінок, але у більшості іннервована саме передня частина.
Під час сексуального збудження вагінальні стінки виділяють лубрикацію. Це стається через 10-30 секунд після початку збудження, кількість змазки зростає з його наростанням. Ця рідина сприяє зменшенню тертя при введенні та фрикціях пеніса у вагіні. Під час збудження верхні відділи вагіни збільшуються у розмірах і піднімають матку до великого тазу; шийка матки підіймається над вагінальним склепінням, яке утворює своєрідний «купол». Збуджена вагіна туго охоплює пеніс, у цьому також беруть участь м'язи тазового дна.
Питання про природу оргазму при вагінальному сексі вирішила в останні десятиліття доведення гомології геніталій жінок і чоловіків та дослідження 17-ти структур клітора на живих тканинах. Високочутливі области вагіни (так звані G-точка, A-точка, U-точка) є структурами, пов'язаними з кровопостачанням та іннервацію тканин клітора. Найпоширеніше пояснення так званого «вагінального оргазму» — оргазм тіла та ніжок клітора, розташовані глибоко у тілі жінки.

### Стимуляція
Для стимуляції вагіни існують різноманітні сексуальних іграшок.
- Вагінальні кульки — вводяться у вагіну для лікування при захворюваннях вагіни, також можуть сексуально стимулювати,
- Фалоімітатор — виріб, подібний за формою до пеніса, з великим розмаїттям розмірів і додаткових функцій (текстура, вигини, матеріал),
- Вібратор — електромеханічний виріб для масажу вагіни та опосередковано і прямо клітора, а також ануса,
- Страпон — фалоімітатор, що складається з трусиків-ремінців і насадки.

Так зване «накачування вагінальних м'язів» не має стосунку до її м'язової оболонки: вона складається з гладких волокон, які не піддаються тренуванню. Вправами можна зміцнити тільки м'язи тазового дна.

## Здоров'я

### Догляд
Регулярного догляду потребують тільки зовнішні статеві органи (вульва): вагіна здорової жінки завдяки своїй секреції самоочищається.
Таку процедуру, як спринцювання (промивання вагіни) призначає тільки лікар у лікувальних цілях. При цьому курс спринцювання складає всього кілька днів. Спринцювання без медичних показань спричинює порушення її кислотно-лужного балансу, появу сухості слизових оболонок, вимивання з вагіни корисних лактобактерій і порушення нормальної мікрофлори. Все це може привести до бактеріального вагінозу і викликати розвиток запального процесу (кольпіту).
При користуванні тампонами їх міняють кожні три години, інакше може виникнути сухість, розмноження мікроорганізмів і синдром токсичного шоку. Регулярно спорожнюють і ретельно стерилізують кип'ятінням достатньої тривалості менструальну чашу.

### Обстеження

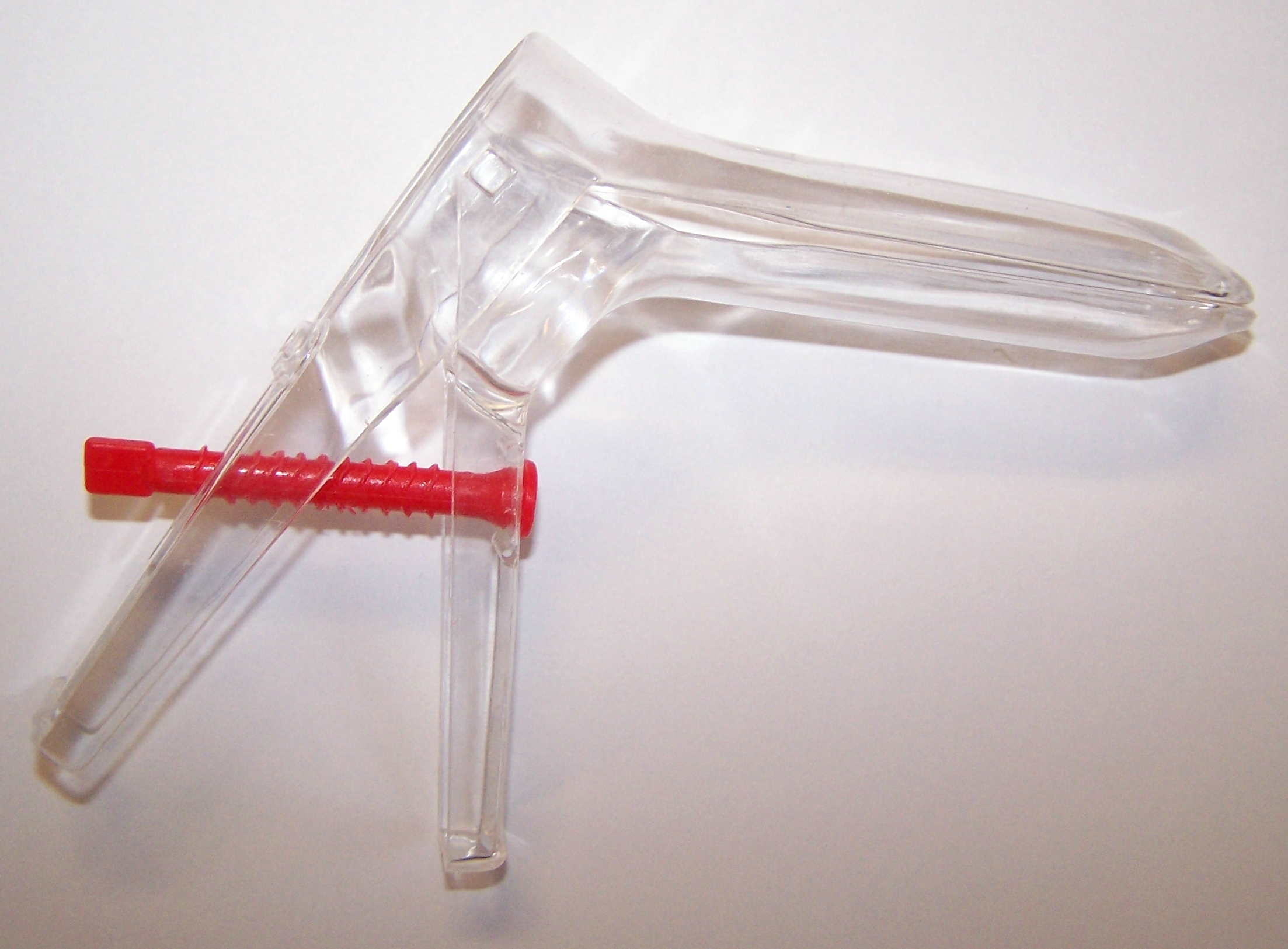
Пластиковий гінекологічний розширник (дзеркало)

Обстеження вагіни проводиться у межах регулярного профілактичного гінекологічного огляду, часто разом з обстеженням матки, її шийки та вульви. Вагіну оглядають на предмет набряклості стінок, знебарвлених ділянок, виразок, а також аномальних виділень.
Для обстеження вагіни уживають такі методи:
- Пальпація (бімануальне обстеження)
- Взяття мазків або зішкрібів вагінальної флори та тканин
- Обстеження за допомогою розширника (гінекологічного дзеркала)
- Ультразвукове дослідження
- Обстеження за допомогою кольпоскопа (кольпоскопія)

### Хвороби й інфекції
- Кольпіт або вагініт — запалення вагіни;
- Вульвовагініт — запалення вагіни і вульви;
- Вагінальний кандидоз (молочниця) — грибкова інфекція, спричиняється грибами роду Candida;
- Гарднерельоз (бактеріальний вагіноз) — вид дисбактеріозу, пов'язаний зі збільшенням кількості бактерій Gardnerella vaginalis у вагінальній флорі;
- Патологічні білі (лейкорея) — рясні вагінальні виділення з неприємним запахом, які спричиняють свербіж та печіння;
- Герпес — висипка на стінках вагіни, викликана вірусом герпесу;
- Трихомоноз — запальне захворювання органів сечостатевої системи, що спричиняється найпростішими — трихомонадами;
- Хламідіоз — ХПСШ, збудником якої є хламідії;
- Гонорея — ХПСШ, спричинювана гонококами;
- Доброякісні пухлини — фіброміома, фіброма, міома, ліпома, гемангіома, папілома, кондиломи (бородавки). Іноді спостерігають проростання ендометріоми з прямокишково-маткової заглибини до ректовагінальної перегородки[29];
- Злоякісні пухлини — карцинома, саркома;
- Фістули (нориці, свищі) — патологічні сполучення вагіни з іншими органами черевної порожнини. Виділяють міхуропіхвові (між вагіною й сечовим міхуром), уретровагінальні (між вагіною й сечівником), уретеропіхвові (між вагіною й сечоводом), ректовагінальні (між вагіною й прямою кишкою), товстокишково-піхвові, тонкокишково-піхвові фістули;
- Кісти — патологічні порожнини в стінках вагіни;
- Опущення вагіни — зміщення вагіни (іноді разом з маткою) назовні;
- Випадіння вагіни — прикінцева стадія процесу опускання;
- Синдром токсичного шоку (тампонна хвороба) — небезпечний синдром, спричинюваний стафілококами, сильне розмноження яких стається через занадто довге залишення тампона у вагіні. Проявляється підвищенням температури, болями у м'язах, слабкістю, блювотою, проносом, почервонінням шкіри, запамороченням;
- Вульвовагінальна атрофія — зниження еластичності, потоншення стінок і підвищена сухість вагіни після менопаузи, яка може спричинити болі під час вагінального сексу;
- Вагінізм — судомне скорочення м'язів тазового дна, яке перешкоджає проникаючому сексу;
- Патологічний запах із вагіни. Легкий запах є нормальним явищем для здорової жінки, а сильний і неприємний запах може бути симптомом захворювань — частіше за все вагінального дисбактеріозу (гарднерельозу). Порушення обміну речовин спричиняє посилене вироблення триметиламіну, який надає вагінальним виділенням характерний «рибний» запах[30][31][32].

### Травми
Пошкодження вагіни виникають частіше за все унаслідок важких пологів, абортів, зґвалтуванні, рідше — унаслідок ударів тупих то гострих предметів, а також мастурбації (через введення у вагіну сторонніх тіл). Пологові травми стаються при вузькій вагіні, недостатній розтяжності її стінок, великій голівці плода, швидкому або затяжному перебігу пологів, вони можуть бути продовженням розривів промежини. Наслідками подібної травми може бути опущення або випадіння геніталій (вагіни і матки), особливу небезпеку становлять невідновлені пошкодження та розриви, а також ті розриви, ушивання яких виконане технічно неправильно. Лікування травм проводять переважно хірургічним шляхом.

### Аномалії розвитку

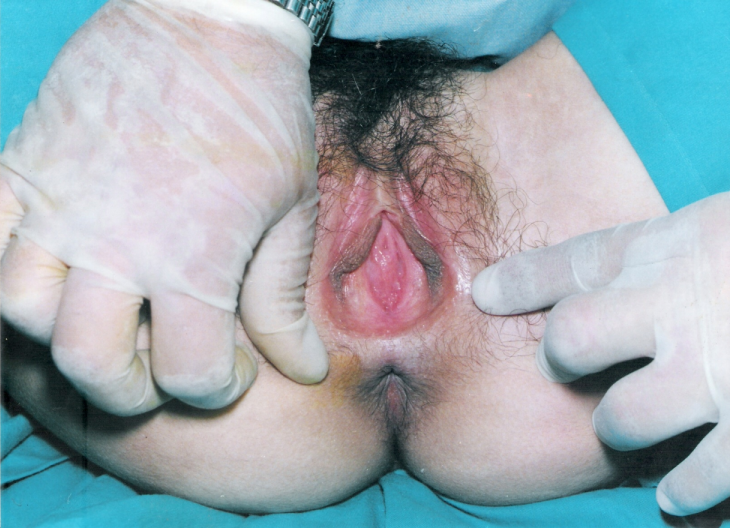
Агенезія (уроджена відсутність) вагіни

Деякі чинники можуть спричинити порушення ембріогенезу, які приводять до вад розвитку статевих органів. Такими чинниками є: чинники середовища (інтоксикація, температурні впливи), спадкові чинники (хромосомні та генні мутації), обтяжена спадковість (безплідні шлюби, вади розвитку у родичів), вплив стресових ситуацій (війни, голодування, травми), алкоголізм, вплив шкідливих речовин на виробництві, радіація. Аномалії розвитку матки, вагіни і сечовидільної системи часто зустрічаються разом: ці органи розвиваються зі спільних зачатків — мюллерових проток. Виділяють такі вади розвитку вагіни:
- Агенезія вагіни — повна первісна відсутність вагіни, між великими статевими губами наявна лише незначна заглибина у 2-3 см. Дана аномалія може сполучатися з недорозвитком або повною відсутністю матки (синдромом Маєра-Рокітанського-Кюстера-Гаузера).
- Аплазія вагіни — первісна відсутність частини вагіни, спричинена припиненням каналізації вагінальної трубки під час її формування (до 18-го тижня).
- Атрезія вагіни — повне або часткове заростання вагіни унаслідок запалювального процесу, перенесеного до чи після народження. Іноді вагіна має перегородку, яка може йти від склепіння до гімену. Може сполучатися з дворогою маткою. Окрім подовжньої перегородки, зустрічається і поперечна.
- Подвоєння вагіни — утворюється унаслідок незлиття нижніх частин мюллерових проток. Іноді сполучається з подвоєнням матки і аплазією (одної або обох вагін). Обидві вагіни можуть бути відділені одна від одної сечовим міхуром і прямою кишкою, а можуть стикатися стінками. У деяких випадках обидві вагіни бувають анатомічно і функціонально повноцінні, в інших — одна з них розвинена слабкіше.
- Ректовагінальний свищ — патологічне сполучення між вагіною і прямою кишкою. Може бути як уродженою аномалією, так і наслідком хвороби.
- Піхвовий камінь — рідкісний випадок у пацієнток з церебральним паралічем, які тривалий час прикуті до ліжка та осіб жіночої статі, схильних до такого стану, оскільки тривала нерухомість може призвести до скупчення сечі та її кристалізації в піхві[34][35].

Лікування всіх уроджених та набутих аномалій вагіни — хірургічне.

## Хірургічне втручання
Операції на вагіні включають видалення її ділянок, уражених злоякісними пухлинами, видалення вагіни, а також пластику вагіни хірургічне виправлення її вроджених або набутих вад. Через вагіну проводяться аборти методом вискоблювання або вакуумної аспірації. Через неї може проводитися і гістеректомія — видалення матки.

### Оперативне лікування
До хірургічного лікування доводиться вдаватися у разі злоякісних пухлин, коли неефективні методи терапії. Операція є лікуванням вибору тільки при деяких видах раку вагіни, бо при ньому необхідна обширніша хірургія, ніж при інших ракових захворюваннях. Виняток становить лікування першої стадії аденокарциноми — при ній проводять комбінацію локального видалення пухлини з навколишніми тканинами та лімфатичними вузлами разом з променевою терапією. Це допомагає зберегти репродуктивну функцію. Другим винятком є лікування другої стадії плоскоклітинного раку у жінок, яким протипоказана променева терапія.
Обсяг хірургічної операції залежить від стадії захворювання та розміру пухлини. Існують такі типи операцій на вагіні:
- Лазерна хірургія застосування вузького променя світла для знищення ракових клітин (застосовують на 0 стадії),
- Електрохірургічний розтин петлею — застосовуючи низьковольтні, високочастотні радіохвилі, тонкою дротяною петлею розтинаються поверхневі пухлини (0 стадія),
- Вагінектомія — видалення вагіни з навколишніми тканинами,
- Комбінація вагінектомії і радикальної гістеректомії — видалення вагіни, матки з навколишніми тканинами,
- Лімфаденектомія — видалення лімфатичних вузлів пахової області і внутрішніх органів малого тазу,
- Видалення органів малого тазу: радикальна гістеректомія, вагінектомія, видалення сечового міхура, прямої кишки і частини товстої.

За необхідності видалення всієї вагіни або її частини, можливо її відновлення з тканин іншої частини тіла.

### Пластична хірургія
Показаннями до пластики вагіни (вагінопластики, кольпорафії) можуть бути:
- Пошкодження промедини внаслідок ускладнених пологів
- Випадіння матки та стінок вагіни
- Нетримання сечі
- Порушення процесу дефекації
- Генетичні особливості організму, які обумовлюють провисання стінок вагіни
- Звуження вагінального отвору внаслідок великого об'єму рубцевої тканини (наявності пологових рубців)
- Гіпертрофія шийки матки
- Сильне розтягнення вагіни унаслідок пологів
- Естетичні показання

У своїй сукупності вищеперелічені ознаки можуть спричинити зміни сечостатевої системи жінки і пов'язання з ними порушення сексуального життя.
Окремим видом є фемінізувальна вагінопластика, яка може бути показана при зміні статі MtF-транссексуалам.

## У культурі і мистецтві

### Символізм
Оскільки вагіна є внутрішнім органом, сама вона практично не зображалася. В образотворчому мистецтві її заміняла вульва, образ якої міг також символізувати вагіну, матку, наприклад індуїстський символ «Йоні».
Давньоіндійський трактат «Камасутра» виділяє три види вагіни залежно від глибини: «газель» або «лань» (невеличка), «кобила» (середня), «слониха» (велика). Для вагіни і вульви («йоні») цей трактат має безліч поетичних назв: Анемон Кохання, Вершина пурпурового Гриба, Внутрішнє серце, Внутрішній Потік, Внутрішня Тераса, Врата Життя, Вузол, Горщечок з Медом, Горнило Пристрасті, Грот Білого Тигра, Грот Насолод, Дзвін, Долина Радощів, Дім Насолод, Духмяна Миша, Зерноподібна Печера, Золота Борозна, Золота Щілина, Золоті Врата, Квітка, Квітка Лотоса, Коштовна Оправа, Коштовні Врата, Коштовний Камінь, Коштовний Тигель, Курячий Язичок (клітор), Ліра, Лотос Її Мудрості, Маленька Дівчинка, Мускусне Узголів'я, Мушля, Нефритові Врата, Нефритові Палати, Перлина, Персик, Печера, Поле Райських Насолод, Престол Насолод, Пурпурові Палати, Розкрита Диня, Серцевина Півонії (матка), Серце Квітки (шийка матки), Скарбниця, Струни Ліри (статеві губи), Таємнича Долина, Таємнича Кімната, Таємничий Тигель, Таємна Порожнина, Таємний Кабінет, Темні Врата, Устриця, Фенікс, Циноброва Печера, Циноброва Розщілина, Червона Перлина, Червоний М'яч, Чиста Лілія, Чутлива Печера.
Поширеним сюжетом міфології є «Vagina dentata» — вагіна з зубами. Цей міф можна знайти в багатьох культурах.
За теорією Фрейда, у сновидіннях жіночі геніталії зображаються символічно за допомогою всіх предметів, які мають властивість обмежувати простір, здатні приймати у себе. Це копальні, печери, шахти, посудини, пляшки, ящики, кишені тощо. Хоча деякі символи більш стосуються матки (шафи, печі, кімнати), їхні виходи, двері все одно слугують символами вагінального отвору. Цвітіння і квіти теж — символи жіночих геніталій. Символом жіночого начала є сад (пор. «Пісня над піснями»), серед інших символів вагіни — туфля і скринька коштовностей.

### У літературі і мистецтві
У 1996 році з'явилася серія спектаклів «Монологи вагіни», написана американською феміністкою Євою Енслер. Кожен з монологів оповідає про одну з областей сторони життя жінки, зв'язану з вагіною: секс, менструація, калічення жіночих геніталій, дітонародження, мастурбація тощо. У них згадуються різні слова для позначення жіночих геніталій. Вагіна там представляється як знаряддя жіночого звеличення, досконале втілення індивідуальності.

## Штучна вагіна

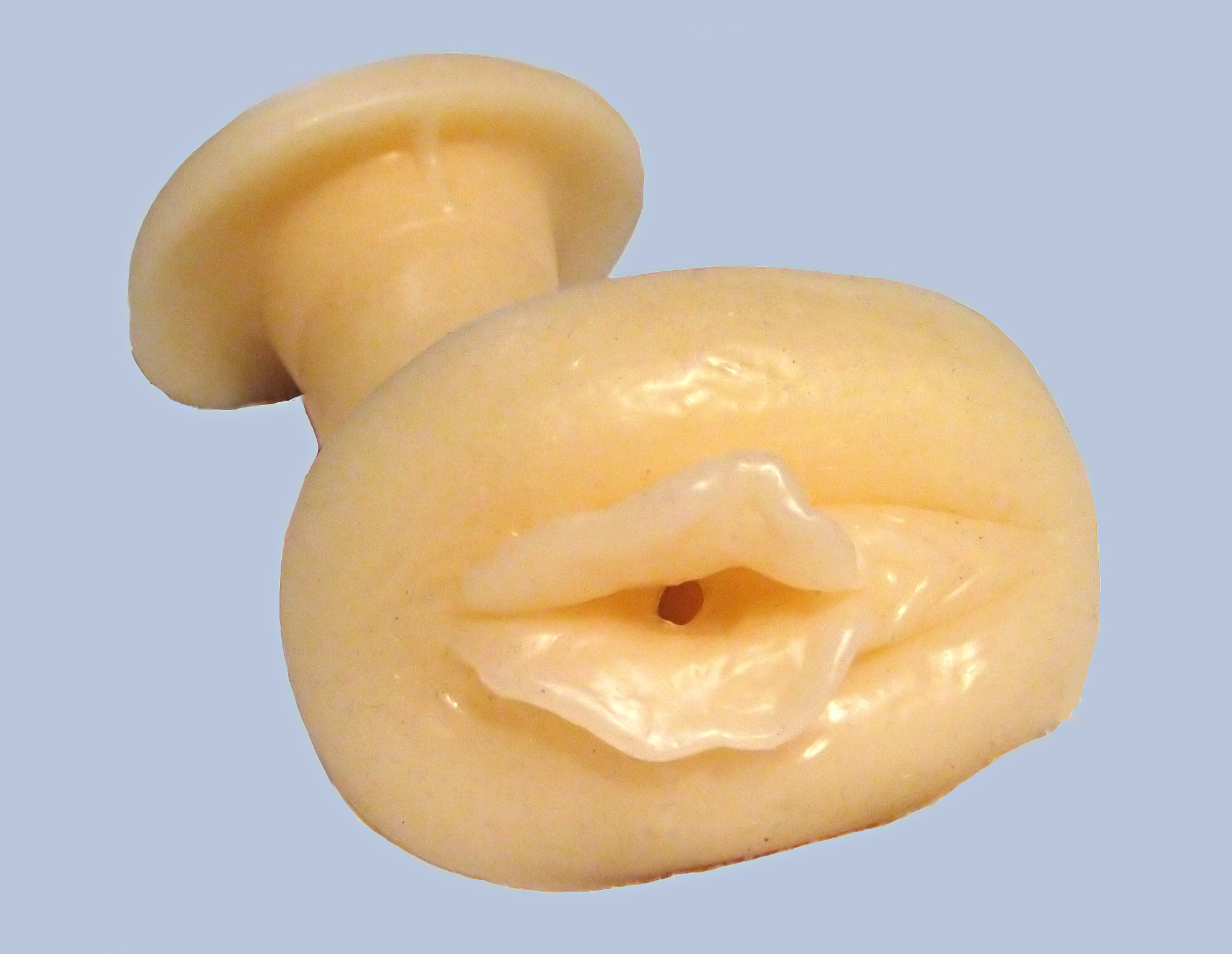
Одна з сексуальних іграшок — штучна піхва

Термін має два значення:
- Штучна вагіна — пристрій для стимуляції пеніса, який має форму вагіни й імітує її анатомічну будову. Належить до сексуальних іграшок, продається у спеціалізованих магазинах (секс-шопах).
- Штучна вагіна — пристрій, уживаний у ветеринарії, призначений для забирання сперми у плідників для наступного штучного осіменіння[40].

## Вагіна у тварин
Вагіна як повноцінний орган існує тільки у самиць плацентарних і сумчастих ссавців. В інших хребетних тварин з внутрішнім заплідненням (птахи, плазуни, однопрохідні ссавці) вагіну замінює клоака, через яку і потрапляє сім'я самця. Проте, «піхвою» можуть звати також задній відділ яйцепроводу деяких інших тварин (нематод). У мух цеце у розширеному яйцепроводі («піхві») розвивається личинка.